# Husa kuří

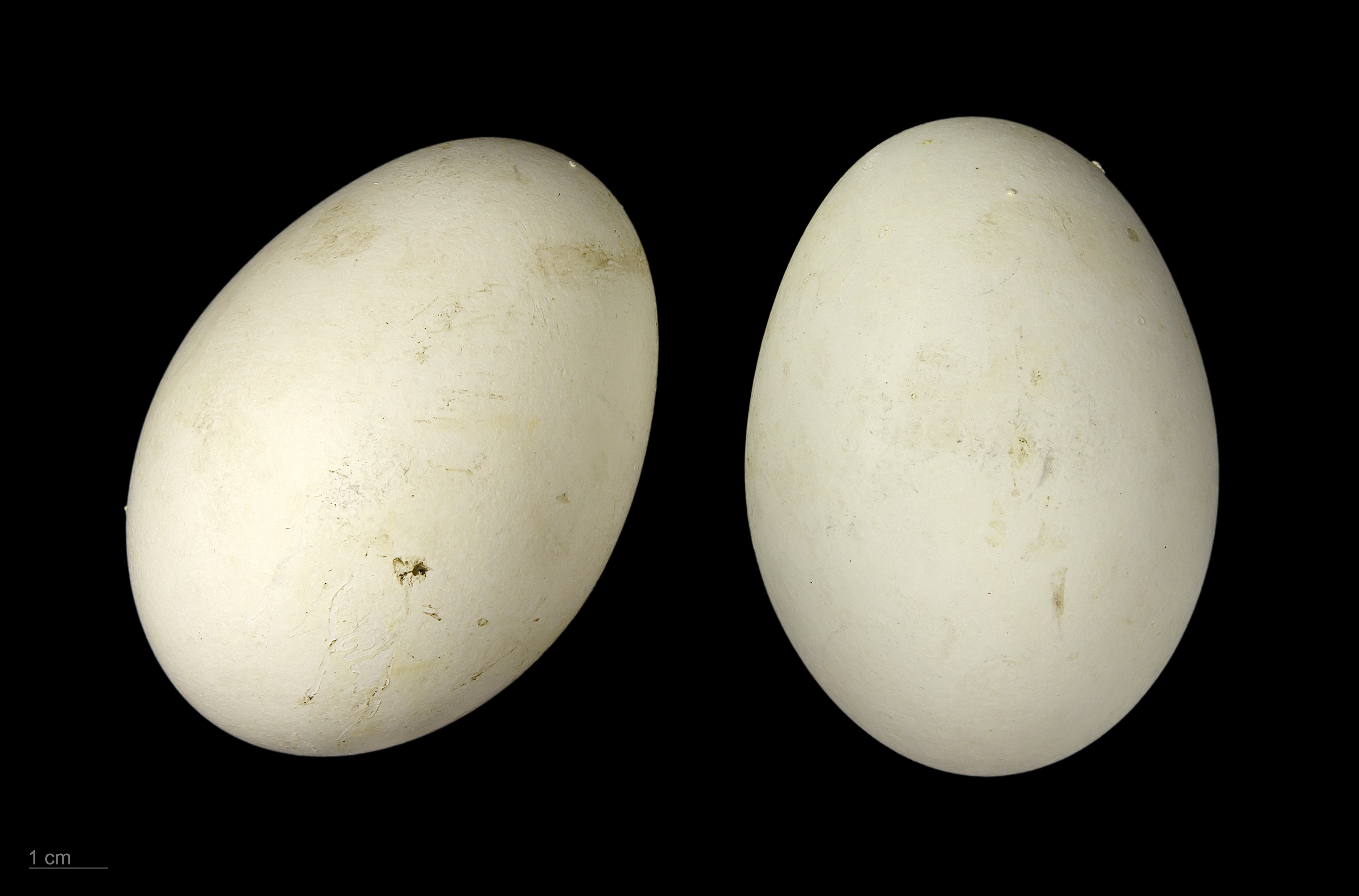
Cereopsis novaehollandiae

Husa kuří (Cereopsis novaehollandiae), někdy též husice kuří, je velký pozemní pták z řádu vrubozobých (Anseriformes), který se vyskytuje na jihu Austrálie. Živí se travou. Patrně je geneticky příbuznější husicím než pravým husám.

## Vzhled
Husa kuří dosahuje velikosti husy domácí, má však vyšší nohy a kratší krk, délka jejího těla činí 80–100 cm a hmotnost 3,5 až 6,8 kg. Má robustní stavbu těla, díky hustému a jemnému peří působí ještě zavalitěji. Peří je světle šedé, někdy s malými černými skvrnami, nohy mají růžové zbarvení. Krátký a vysoký zobák bývá černý s nápadným žlutozeleným ozobím, které ho kryje skoro celý až po špičku. Její dlouhé nohy jsou opatřeny malou plovací blánou, ze všech druhů vrubozobých tráví čas nejvíce na souši. Samec se od samice liší pouze hlasem – na rozdíl od samice, jež tiše chrochtá, vydává troubivé zvuky.

## Rozšíření
Husa kuří se vyskytuje v jižní části Austrálie, na malých ostrovech v Bassově průlivu a na Tasmánii, lidmi byla vysazena na Novém Zélandu. Obývá hlavně travnaté pláně a bažinaté oblasti, často i velmi daleko od vody.

## Způsob života
V Austrálii hnízdí v květnu (počátkem australské zimy) a nejčastěji zahnízdí na ostrůvcích v Bassově průlivu mezi Austrálií a Tasmánií, kde jsou mláďata v bezpečí před predátory. Husa snáší jen 3–6 vajec a sedí na nich 35–37 dnů. Mláďata jsou černobíle strakatá a vodí je oba rodiče. Když začnou létat, rodiče se s nimi vracejí na pevninu. Mláďata zůstávají s rodiči celý rok až do dalšího hnízdění a dospívají ve věku 3 let. Houser je zejména v době hnízdění velmi teritoriální a útočí na jiné živočichy v okolí hnízda.

## Chov v zoo
Husa kuří je v zoo chována relativně často. V rámci Evropy se jedná o necelých sto zařízení. V Česku ji na počátku roku 2020 chovalo pět zoologických zahrad:
- Zoo Jihlava
- Zoo Ostrava
- Zoo Plzeň
- Zoo Praha
- Zoo Zlín

Dále byl ve stejnou dobu chován v areálu Farma Wenet.
V minulosti byl tento druh chován také v Zoo Hluboká, Zoo Chleby, Zoo Liberec, Zoo Olomouc a Zoo Ústí nad Labem.
Na Slovensku byla na počátku roku 2020 husa kuří chována v Malkia parku u obce Orechová Potôň chována je i v Zoo Bojnice a Zoo Bratislava.
Jedná se o nenáročný druh, který dobře snáší evropskou zimu. Problémem je pouze to, že v Evropě hnízdí v zimě, takže je nutné husy v době hnízdění zavírat do vnitřních ubikací.

### Chov v Zoo Praha
Husy kuří byly v Zoo Praha chovány již v 60. letech 20. století. Tehdejší evidence však nebyla příliš kvalitní. Přesnější údaje jsou potom až do počátku 80. let. Tehdejší ředitel zoo Zdeněk Veselovský se mj. věnoval výzkumu právě tohoto druhu.
Ke konci roku 2017 byly chovány dvě samice. V průběhu roku 2018 se podařilo dovézt samce, a tak na konci roku 2018 byla chována tři zvířata.
Jedná se o jeden z druhů expozičního celku Darwinův kráter z roku 2020. Výběh je umístěn v dolní části zoo, pod Rákosovým pavilonem.